# 时光博物馆
时光博物馆（Musée du Temps de Besançon）是法国勃艮第-弗朗什-孔泰大区杜省省会贝桑松的一座历史和钟表博物馆，于2002年开幕，位于这座钟表之都的大街96号，即该市最美丽的建筑之一格朗韦勒宫內。

## 歷史
18世紀末，瑞士鐘錶業受到失業的打擊，部分製錶師跨越瑞、法邊界來到貝桑松定居。法國通過一項法令鼓勵和批准這一移民運動，該法令於1793年允許來自瑞士鐘錶名城勒洛克勒的鐘錶商人洛朗·梅熱旺在貝桑松創立製錶廠。特別的是，他發展了分包的概念，讓當地的各個工廠製造手錶的各種零件。他雖然在1798年破產，但貝桑松和法蘭琪-康堤大區的製錶業已經穩定啟動。
當時在貝桑松和整個法蘭琪-康堤大區安置了大約700名瑞士製錶師，有如一個「瑞士殖民地」，需要將近一個世紀的時間才能生根發芽。直到1860年左右，移植才被認為是成功的：貝桑松鐘錶業隨後在該世紀末將成果展現於世界博覽會。製錶學院成立於1860年，使貝桑松真正成為法國鐘錶之都，當地分佈著約400家製錶工廠。
從19世紀末開始，貝桑松便計畫興建一座製錶博物館，但遭遇種種困難而無法達成。到了1980年代，「時光博物館」的概念日趨成熟。該計畫的目的是協同兩個市政府收藏：其一是美術博物館所建立大約150年的鐘錶收藏，包括手錶、日晷、沙漏，以及從1950年代開始通過各種測量時間的方式豐富起來的收藏；其二則是歷史博物館所收集的藏品（繪畫、版畫）；並補充了1980年代工業歷史部門的創造成果，納入新的製錶收藏品。
貝桑松市隨後在歐盟、文化部、高等教育部，和地方政府的倡議下於1987年決定創建這個在歐洲沒有同類的新博物館。
在1997年的建築競賽之後，由Nathalie Giroud和François Haton領導的博物館設計團隊被選中，負責整個博物館的設計。該計畫的第一階段是從2000年12月開始，並於2002年6月完成。

## 收藏

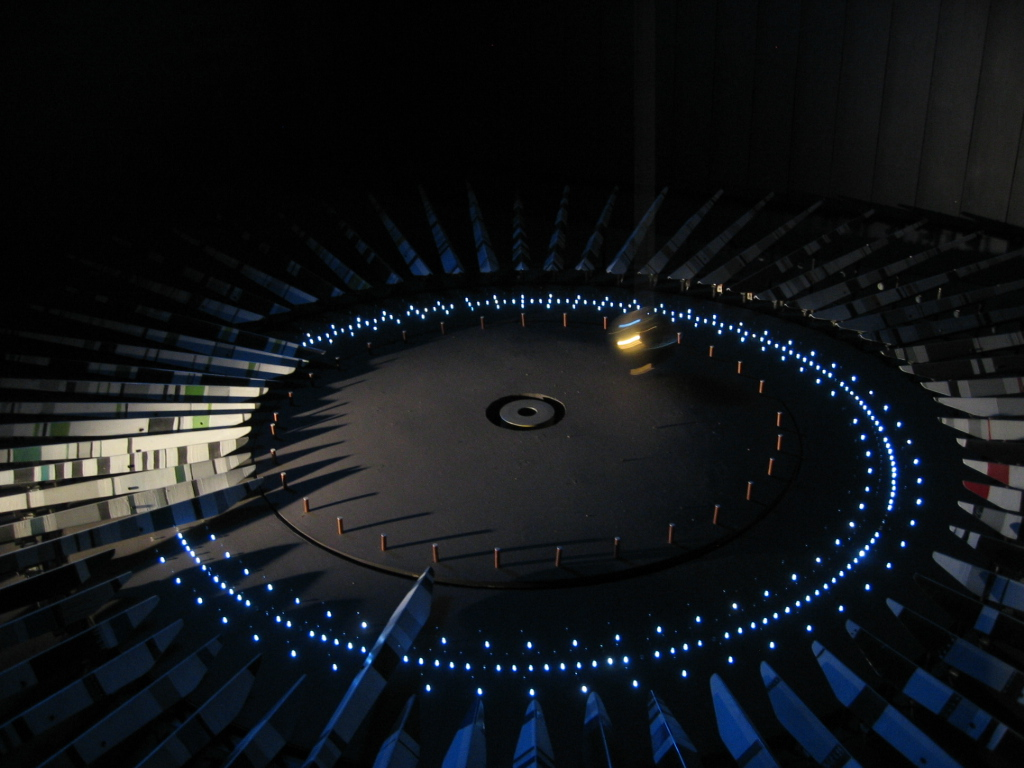
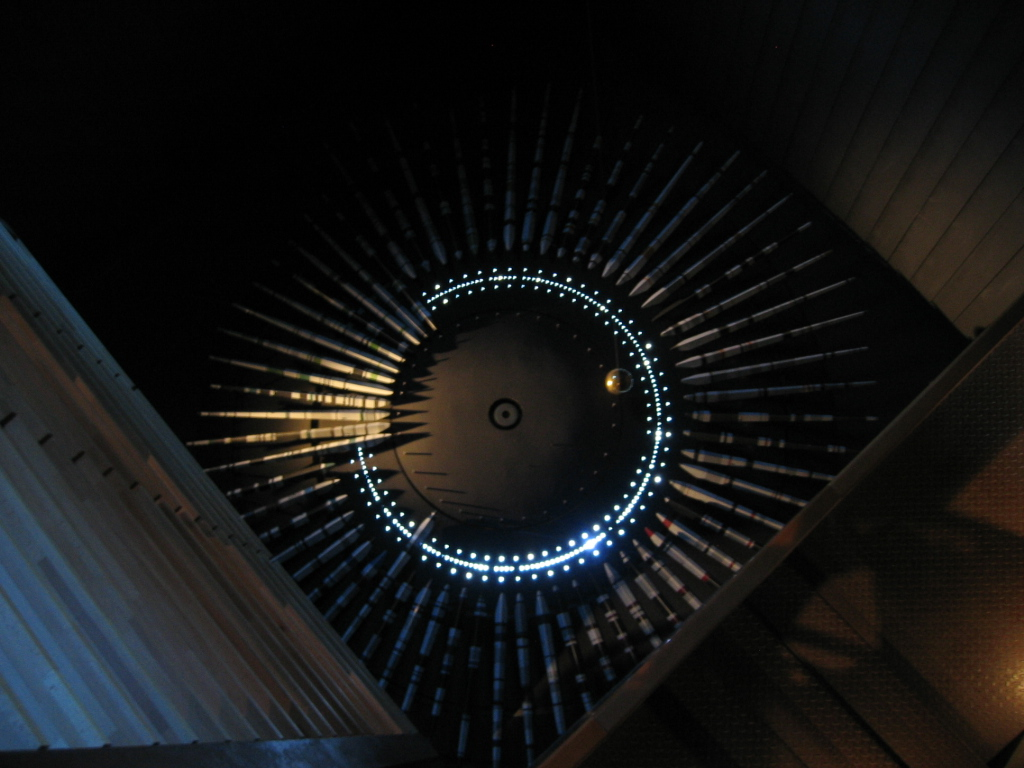

16-17世纪的西方（二楼）
七幅巨大的十七世纪壁画，讲述了查理五世非凡的生平事迹。在十六世纪，他领导着一个巨大的帝国，號稱“日不落國”。此外还有三幅为查理五世服务的重要人物的肖像：提香的尼古拉·佩雷诺·德·格朗韦勒像、安东尼斯·莫尔的西蒙·雷纳德像和他的妻子珍妮·卢利尔像。

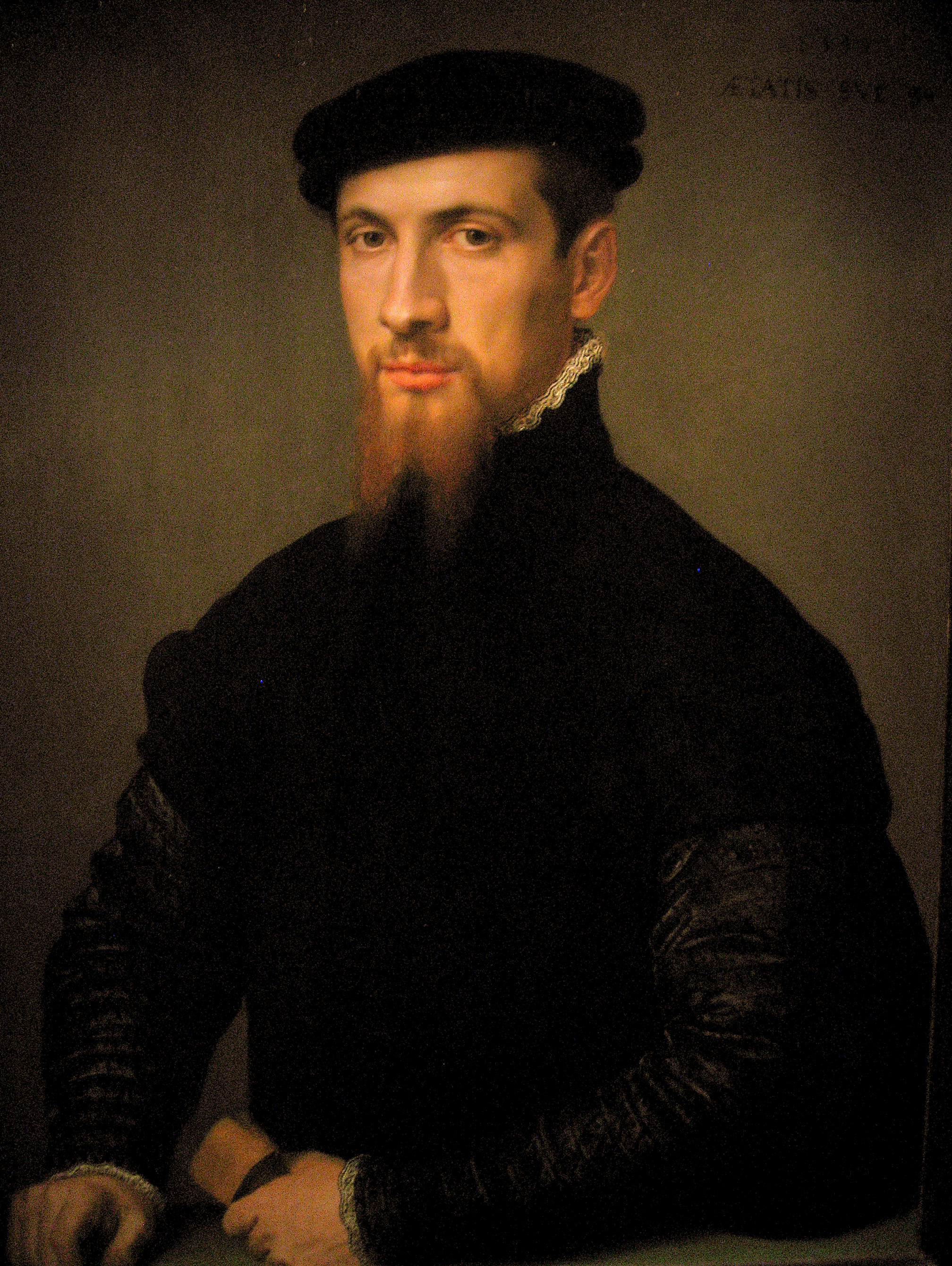
西蒙·雷纳德像，安东尼斯·莫尔，1560年
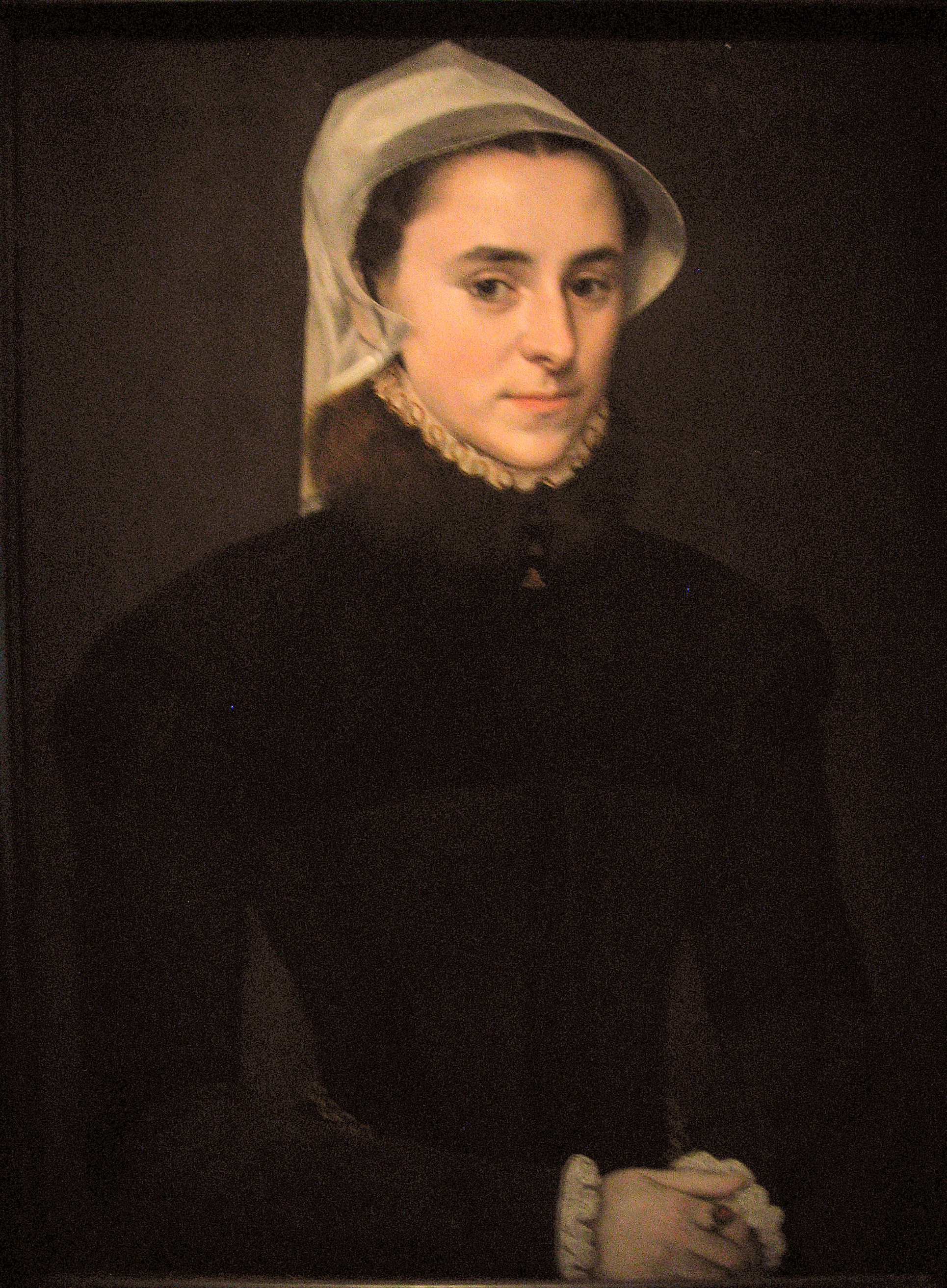
西蒙·雷纳德夫人珍妮·卢利尔像，安东尼斯·莫尔，1557年
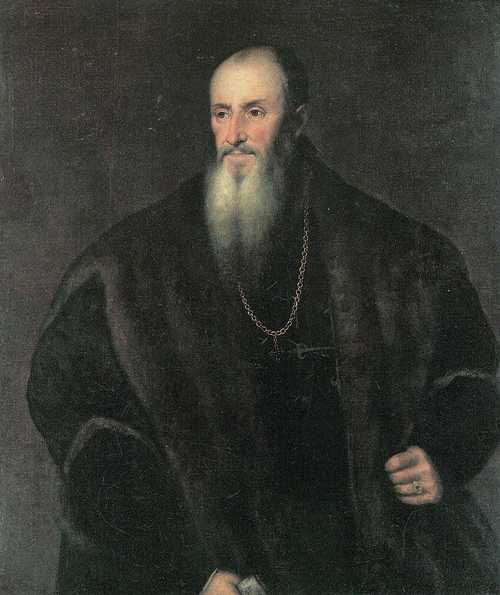
尼古拉·佩雷诺·德·格朗韦勒像，提香，16世纪

本樓層還介绍了实验科学的发展，自然及其现象成为系统观察的对象。为了进行这些实验，发明了测量重量、温度、压力和持续时间的仪器。展品中有两位伟大的科学家正在研究时间测量（伽利略和克里斯蒂安·惠更斯），并开启了精度竞赛。
此外，悬挂在天花板上的模型呈现了两种宇宙体系，分别是托勒密和伽利略。安迪德·讓維埃的天文鐘是博物馆的核心之一。此外，陈列柜丰富了手表收藏。两个世纪以来，钟表占据了生活和思想的核心，导致了工作组织和社会的演变。
20-21世纪的电子冲击（三楼）
20世纪中叶，发生了一个根本性的变化：电子和石英钟表取代了机械钟表。
纳米世界：微纳米技术（三楼）
傅科摆（宫殿塔）
博物馆在圆顶框架上悬挂一个13.11米高的傅科摆。这个钟摆证明了地球自转周期。.
塔布尔天文钟
制作于1939年至1950年间 
时光博物馆的钟表收藏，是欧洲最美丽的藏品之一，与瑞士拉绍德封和本省莫尔托的钟表博物馆一起展出。

## 照片集錦

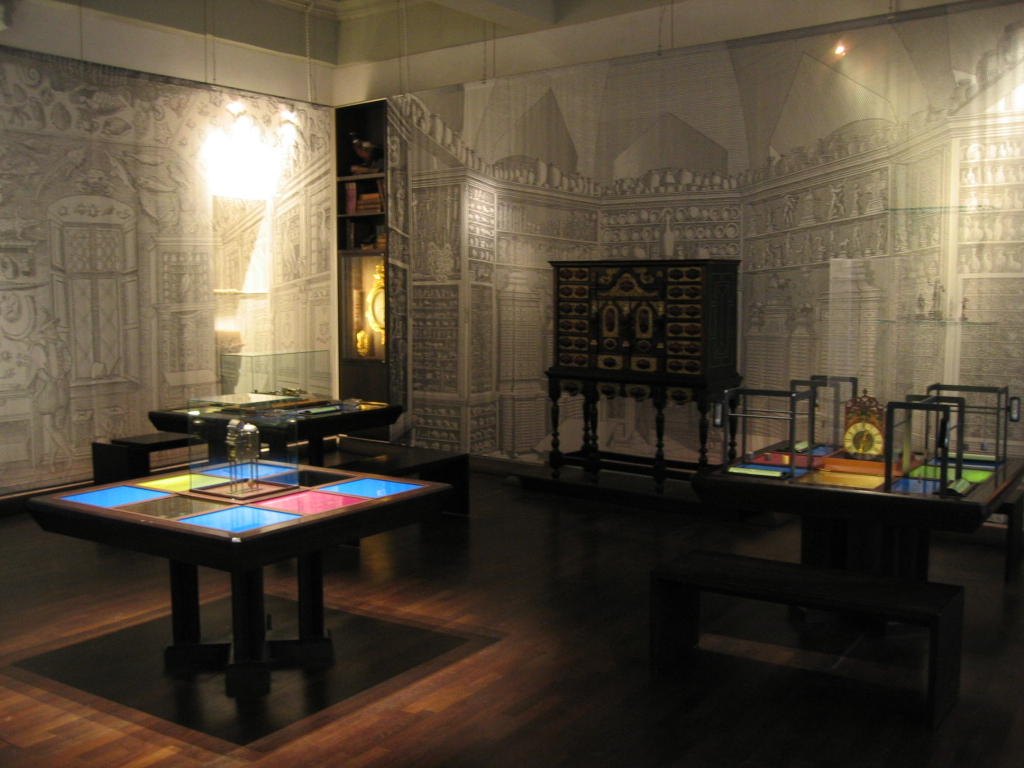
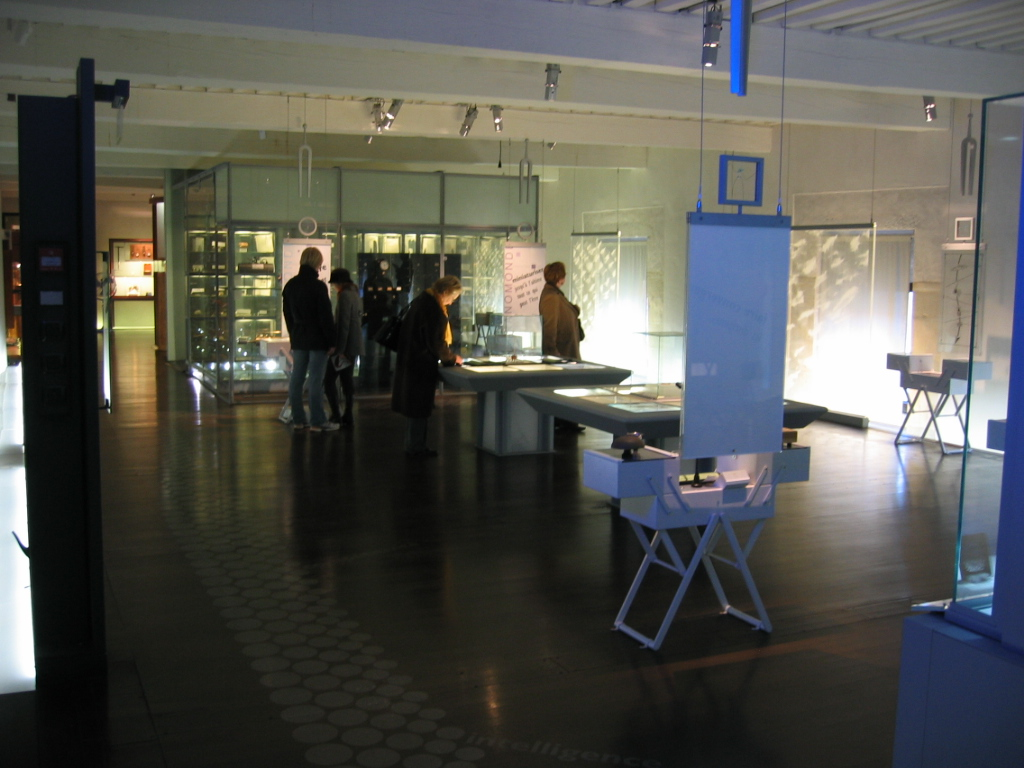
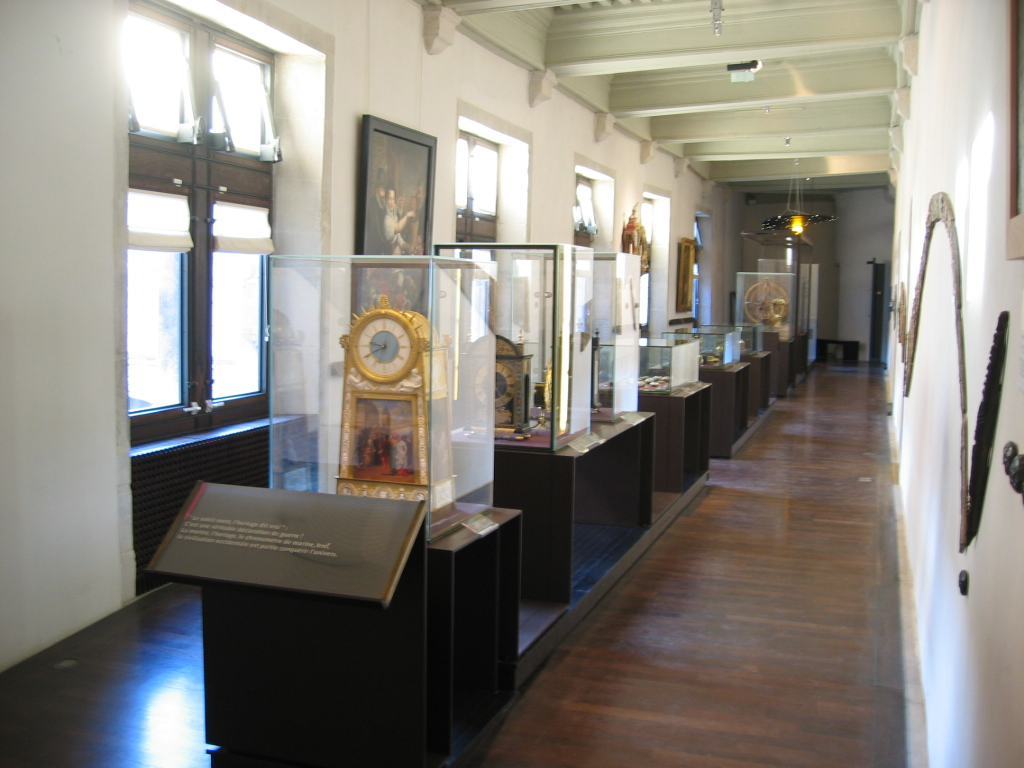
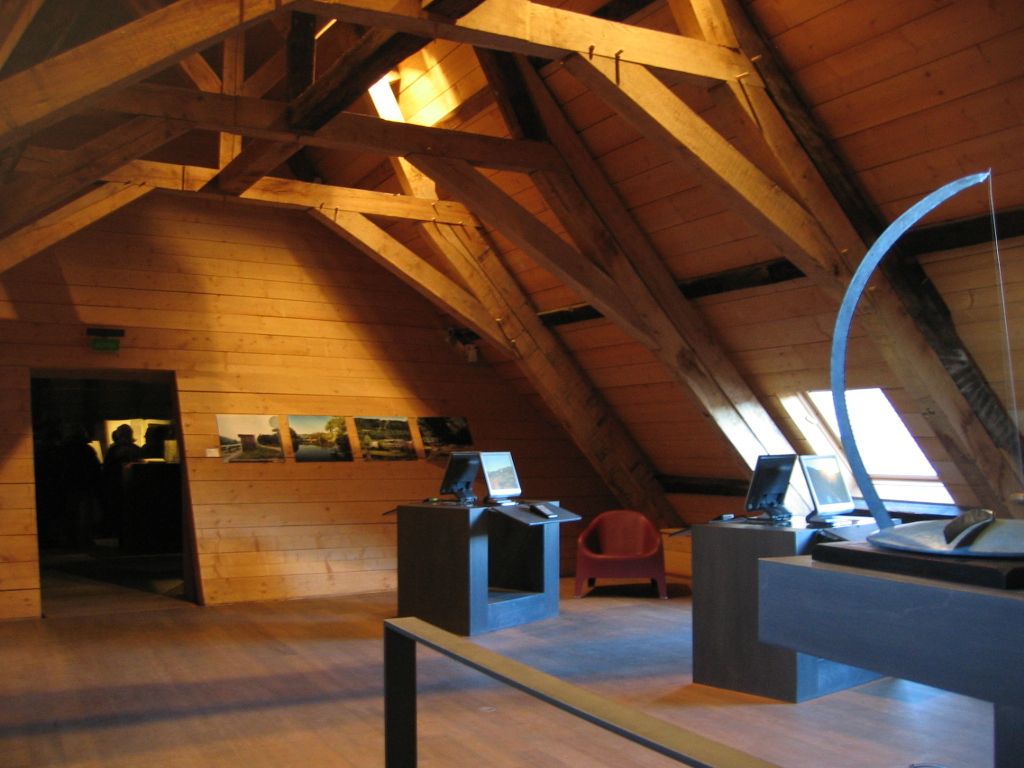
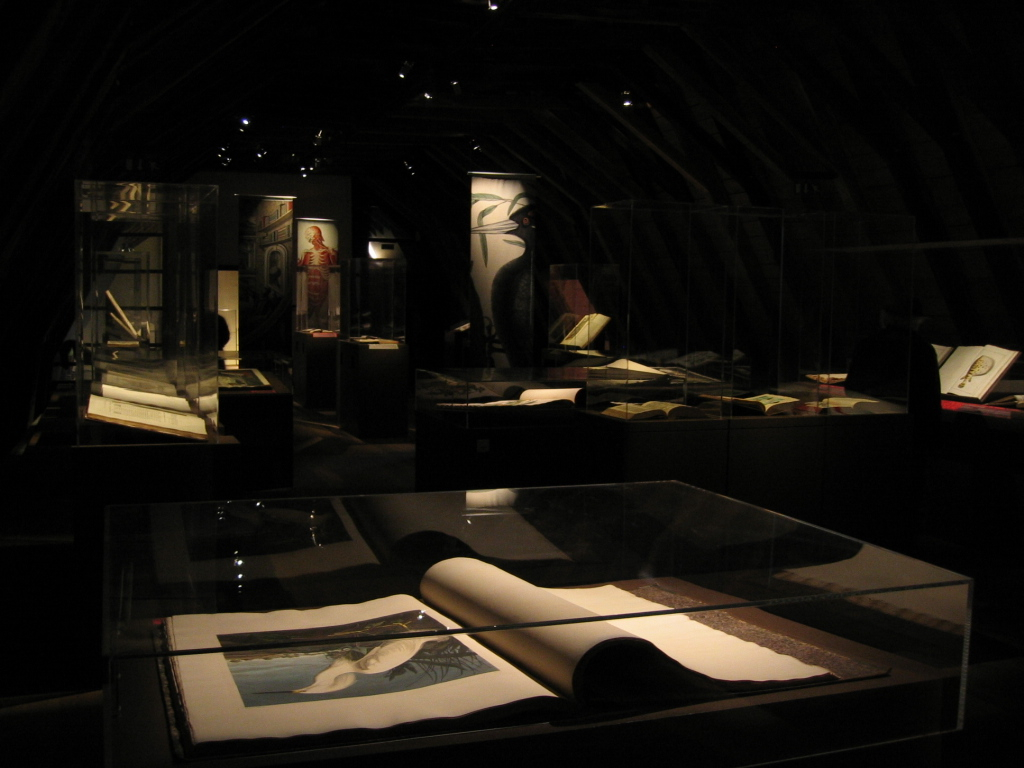
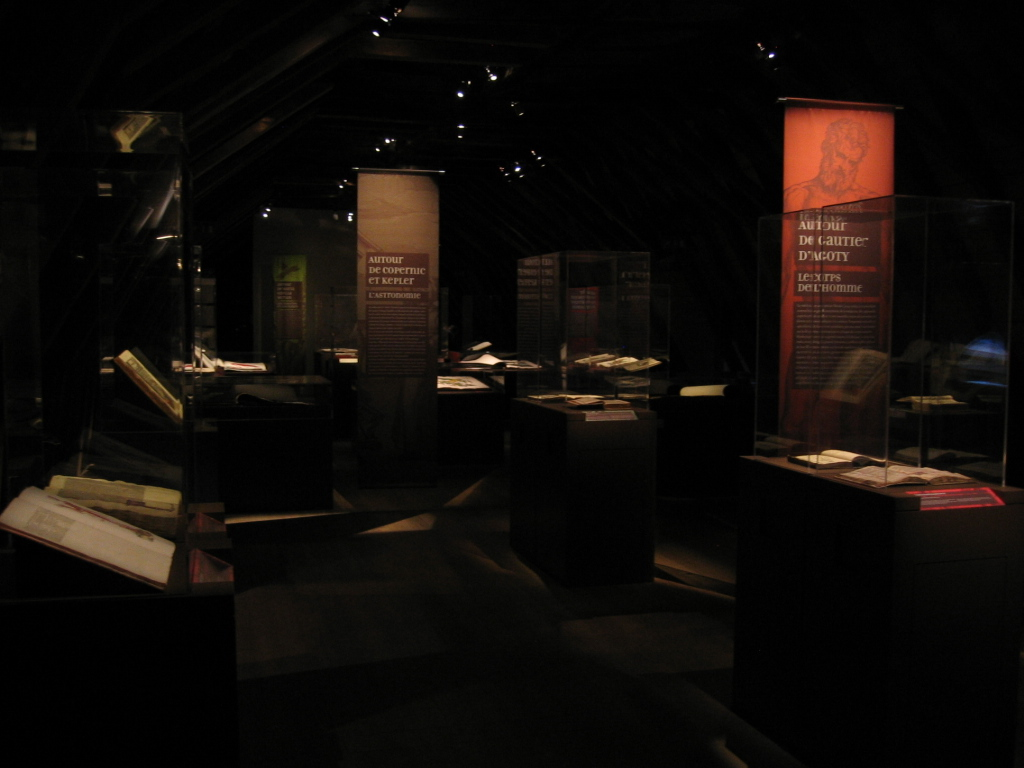
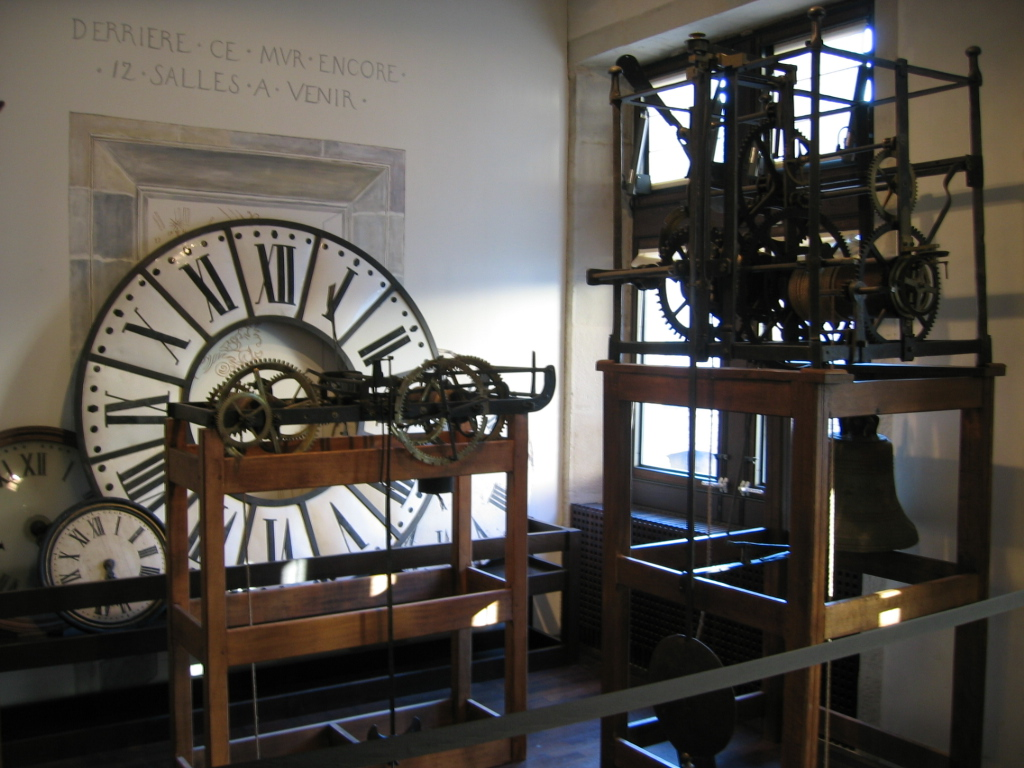
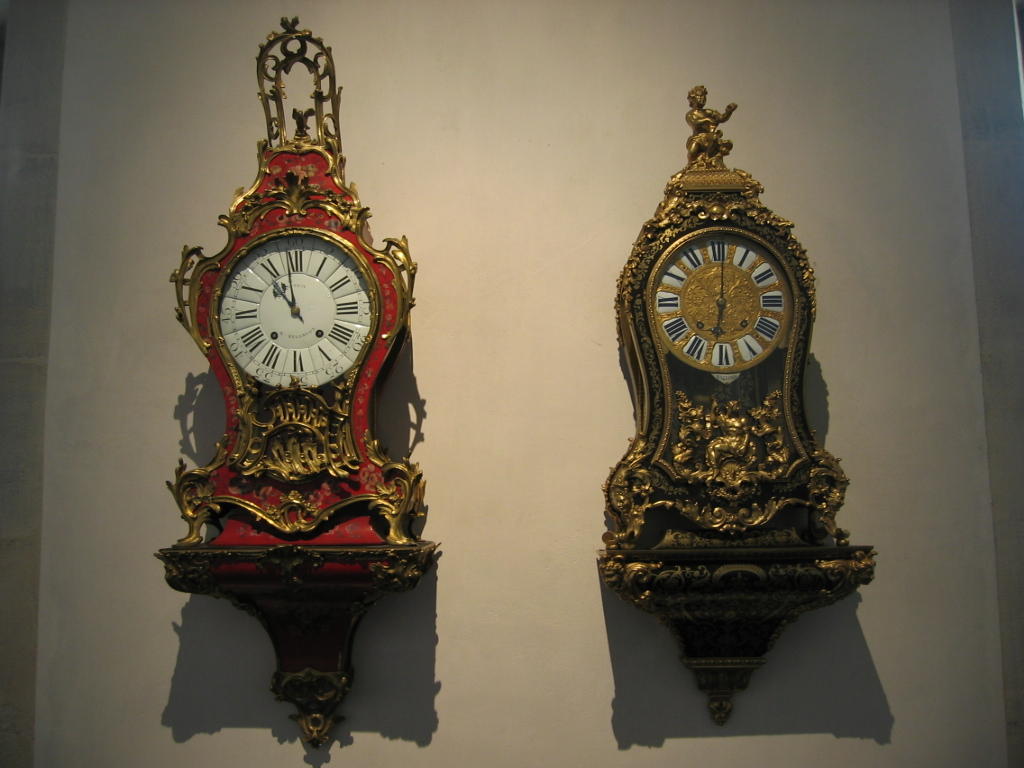
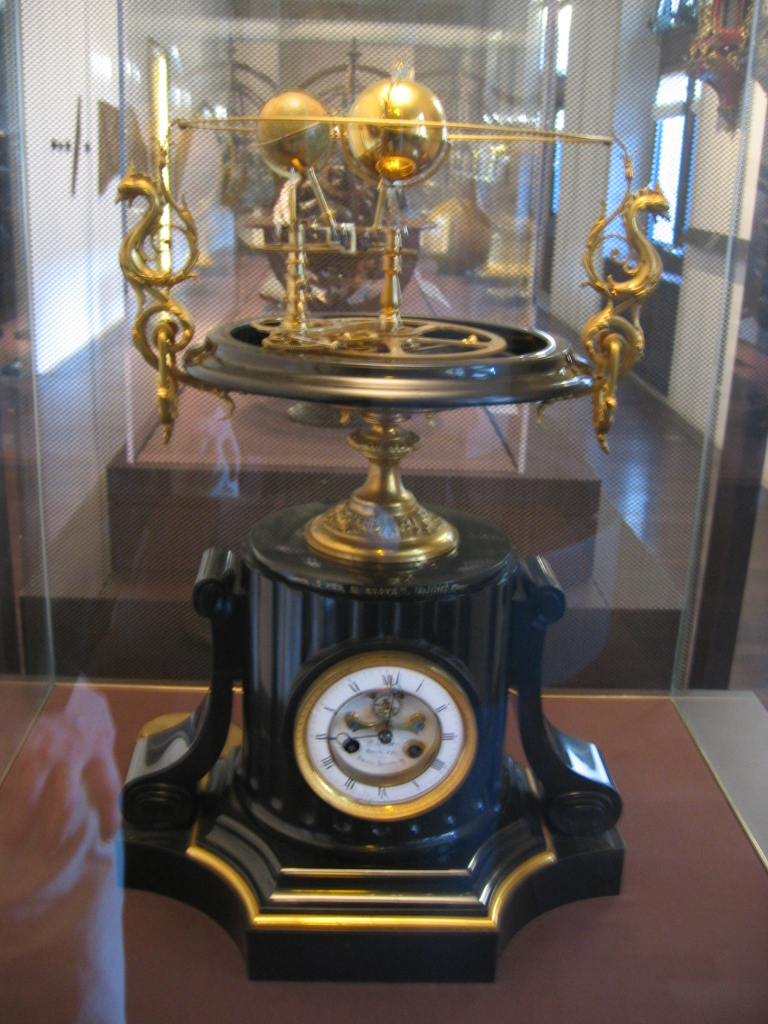
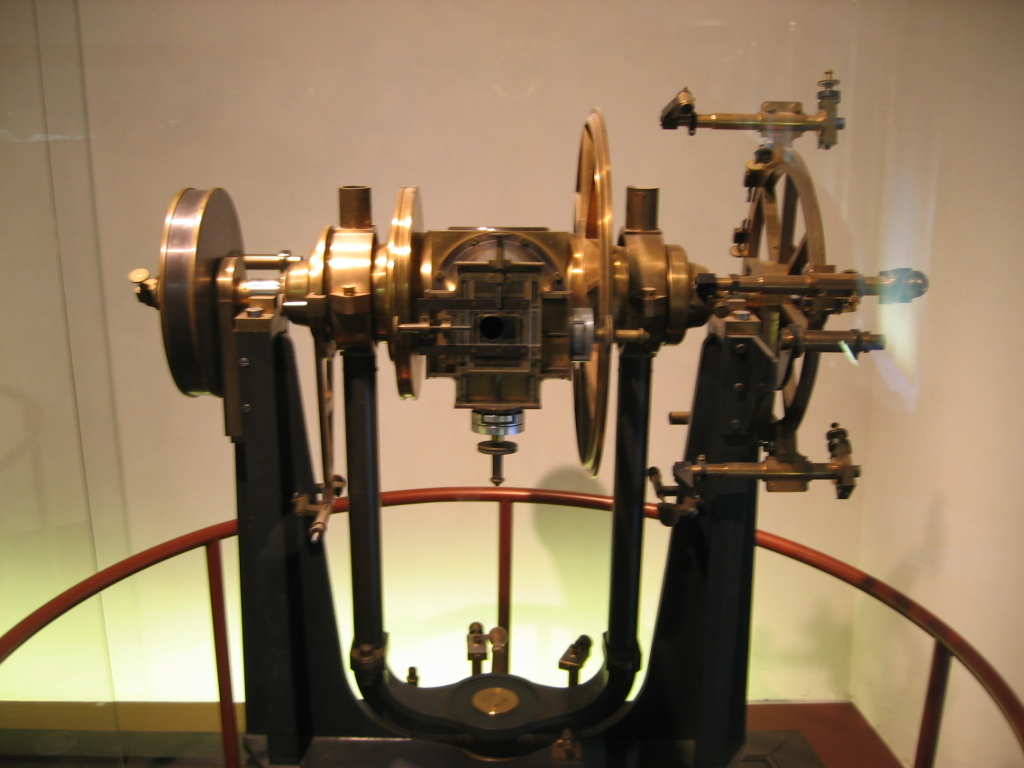
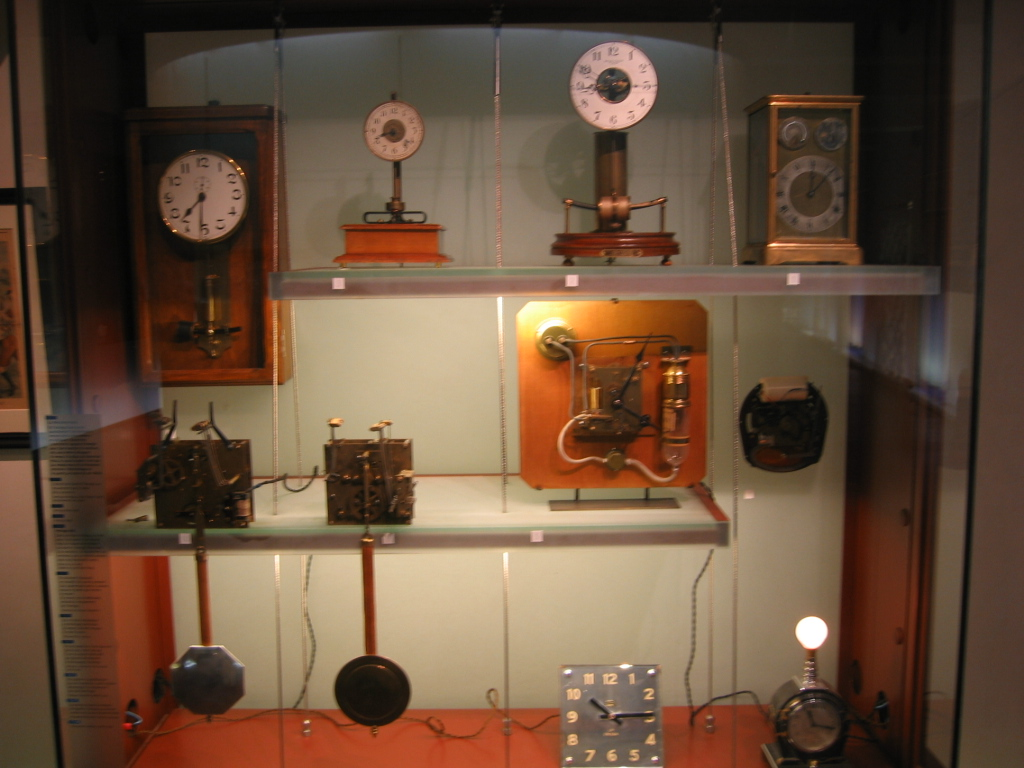
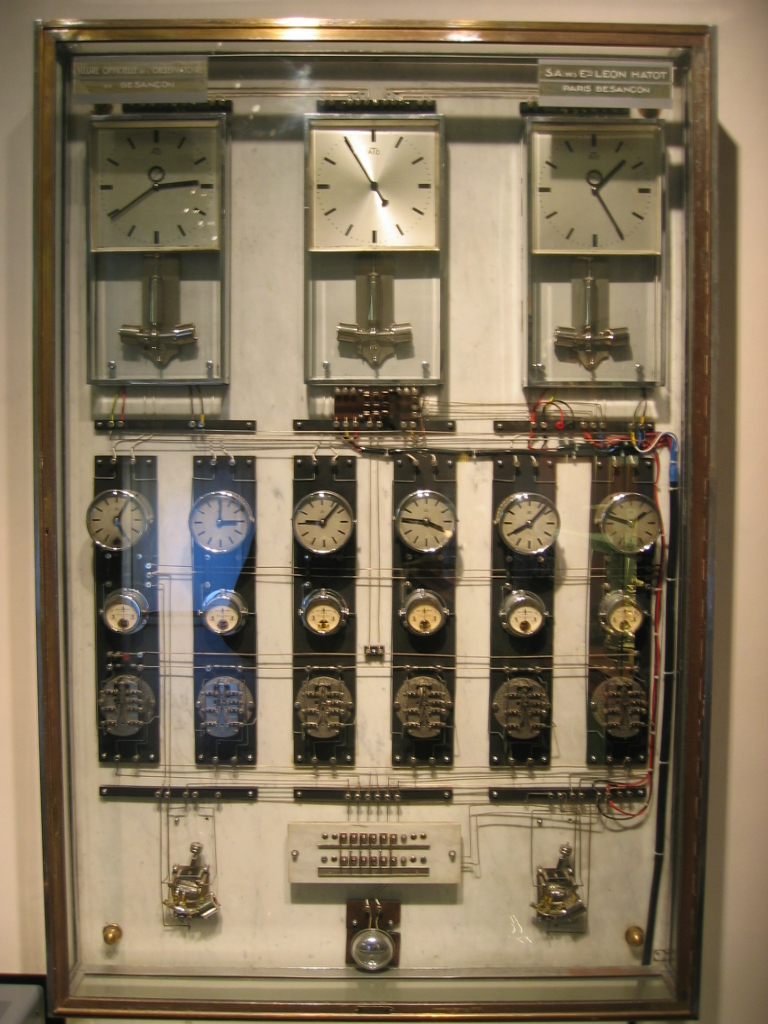